# Nemopistha remipennis
Nemopistha remipennis là một loài côn trùng trong họ Nemopteridae thuộc bộ Neuroptera. Loài này được Kolbe miêu tả năm 1900.